# Accident del Pallat

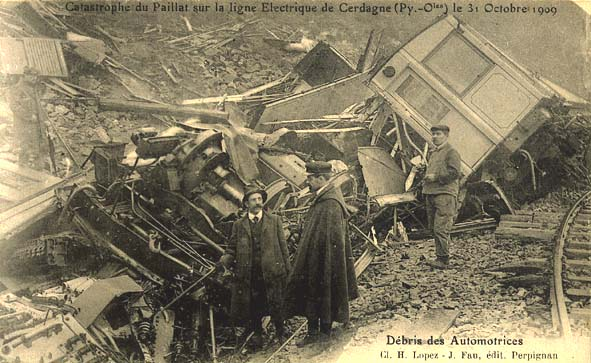
L'accident, en una postal d'època

L'accident del Pallat, o del Paillat en francès, tingué lloc a la via fèrria Vilafranca de Conflent - La Tor de Querol el 31 d'octubre del 1909, a l'indret del Pallat de la comuna de Sautó, a la comarca del Conflent.
Se saldà amb sis morts (entre els quals es trobava Albert Gisclard, dissenyador del veí pont de la Cassanya, o Pont Gisclard, anomenat així en honor seu), i vuit ferits.

## El pont de la Cassanya

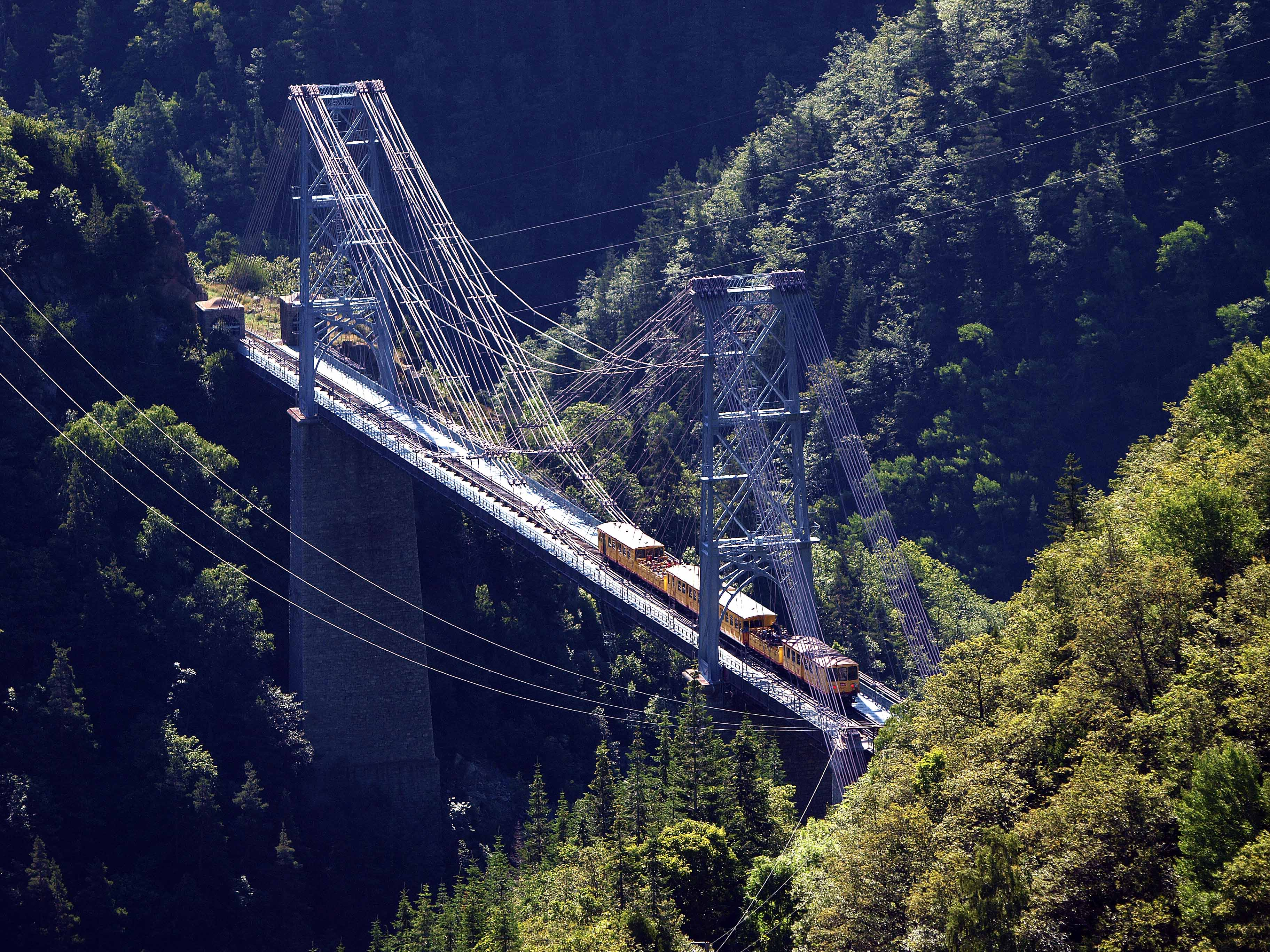
El pont de la Cassanya

El Pont Gisclard o Pont de la Cassanya és l'únic pont penjat ferroviari que encara resta en servei a França. Es troba en el punt quilomètric 24 de la línia del tren groc (Vilafranca de Conflent - La Tor de Querol), en el terme comunal de Sautó, a la comarca del Conflent, i permet travessar la Tet. Quan es feia la línia fèrria, a començaments del segle xx, les característiques del lloc exigiren a la Compagnie des chemins de fer du Midi, empresària i concessionària de la línia, la construcció d'un pont especial, que va ser dissenyat per l'enginyer militar Albert Gisclard, comandant de la Génie (Arma d'Enginyers de l'exèrcit), basant-se en un disseny seu del 1896, amb la col·laboració del també enginyer Jules Lax i de l'empresari Ferdinand Arnodin. Es beneficià de diverses tècniques innovadores en el seu moment (encara que ja experimentades pel mateix Arnodin en la construcció del pont de la Foa, a Nova Caledònia), que superaven les limitacions que els ponts penjants havien tingut anteriorment, i que els feien altament insegurs. Finalment, se'l feu suportar en dues pilastres de 28 i 32 m, separades 151 m, amb una altura de 80 m sobre el riu.
Va ser construït de 1905 a 1908, però la inauguració efectiva -a causa de l'accident- no tingué lloc fins al juliol del 1910. La tràgica mort d'en Gisclard feu que se l'honorés atorgant el seu nom al pont.

## L'accident
La catàstrofe es produí el cap de setmana del 30-31 d'octubre del 1909, després de la realització (reeixida) de les proves de càrrega indispensables en la certificació de la resistència del pont. El dissabte 30 es varen fer unes primeres proves de càrrega del pont suspès (llastat per a l'ocasió amb 35 tones de travesses de fusta), i com ho exigia el reglament, per a l'endemà 31 es programaren les segones i darreres.
A dos quarts de vuit del matí del diumenge partí un tren especial des de l'estació de Vilafranca de Conflent. El formaven quatre automotors, tres d'ells carregats de rails, i quatre plataformes més, també carregades amb rails, amb un pes total de 182 tones. El tren el conduïa l'enginyer de tracció Joseph Lhériaud, i hi viatjaven de passatgers el dissenyador del pont, Albert Gisclard, tècnics ferroviaris de la "Compagnie du Midi", concessionària de la línia, i personal de l'"enterprise Arnodin", constructora del pont. Acabades les proves, que evidenciaren una estabilitat perfecta, el comboi es dividí: dos automotors i dos vagons, tots carregats de rails, marxaren cap a Montlluís, mentre que la resta d'automotors i vagons restaren, sòlidament frenats, a uns cent metres avall del pont, estacionats en pendent. Durant vora una hora, els enginyers estudiaren els resultats dels controls fins que, a dos quarts d'una, l'Albert Gisclard proposà d'anar a dinar a Fontpedrosa. A aquest fi, els presents començaren a enfilar-se al tren.
Els fets que succeïren en els instants següents tingueren versions diverses a la premsa i al judici que atribuïen l'error principal al conductor del tren, l'enginyer Lhériaud, al mecànic-electricista Calvo o al personal ferroviari auxiliar present. Els punts demostrats és que es llevaren els tascons que frenaven el tren sense que el maquinista en tingués el control, i que el pes dels vagons de càrrega començà a empènyer el tren costa avall. La cursa precipitada del comboi, i les grans sotragades produïdes en el tren sense control atemoriren els passatgers; un d'ells, l'enginyer Leynekugel, saltà en marxà, però la resta no s'hi veié en cor per la velocitat excessiva. Els vagons es desenganxaren de les màquines, que seguiren via enllà fins que les dues descarrilaren en un revolt. El brogit del succés feu que els socors vinguessin ràpidament de poca distància: el caminaire de la "maison cantonnière du Paillat" i el personal de la central hidroelèctrica propera.
El descarrilament causà sis morts: l'enginyer comandant Gisclard, el contramestre de la constructora, Jules Bezault, el tècnic Charles Hubert i els ferroviaris Toulet, Borrallo i Clerc. Ferits greus foren els enginyers Louis de Noëll (que moriria anys més tard d'una malaltia causada per les ferides rebudes), Joseph Lhériaud (enginyer de tracció dels "Chemins de fer du Midi") i Ferdinand Arnodin (propietari de l'empresa constructora del pont), i de menys importància restaren ferits el també enginyer Gaston Leinekugel Le Cocq (de l'empresa Arnodin, i gendre d'en Ferdinand), el sotsenginyer Pardoux, el "chef-cantonnier" Triquera i els electricistes Cieutat, Koeger i Calvo, de la "Compagnie du Midi". Els ferits van ser traslladats a Prada, els uns, i a l'hospital militar de Montlluís la resta. Els morts foren traslladats a l'estació de Vilafranca de Conflent, transformada en capella ardent, on un gran nombre de personalitats locals, encapçalades pel diputat Emmanuel Brousse i el prefecte Edmond Duponteil els presentaren els respectes. Alexandre Millerand, president de la República, hi envià un telegrama de condol.
Hom indicà que entre les causes de l'accident també hi havia influït en gran manera la manca d'adherència de les rodes per causa de la pluja, el fortíssim pendent de la via (del 6%), el sobrepès causat per les dues vagonetes carregades de rails i, finalment, el desplaçament de la càrrega que transportava el segon automotor en el seu interior. Posteriorment, Juli Escarguel a L'Indépendant, atribuí genèricament l'accident a "la fatalité et l'imprudence" i afirmà que, en cap cas, això no permetia que hom es pogués qüestionar ni la qualitat del pont en concret, ni la de la línia de tren de la Cerdanya en general.

### Ubicació de l'accident
Segons els relats, l'accident es produí entre el pont de la Cassanya i l'Estació de Fontpedrosa, a un quilòmetre via avall del pont (situat al quilòmetre 24,422 de la línia), després de travessar un túnel -el de Terra Blanca (quilòmetre 23,751 42° 30′ 23.58″ N, 2° 8′ 53.28″ E / 42.5065500°N,2.1481333°E). D'acord amb el mapa de la línia, el lloc de l'accident seria entre el Pont de Rafines (quilòmetre 23,586) i el Túnel del Pallat (quilòmetre 23,076 42° 30′ 23.66″ N, 2° 9′ 20.27″ E / 42.5065722°N,2.1556306°E). Per les fotografies d'època conservades, el tren descarrilà en un pronunciat revolt cap a la dreta.

### El Pallat
Per bé que històricament hom s'ha referit a aquest accident com "del Pallat" (o "du Paillat" en francès), la cartografia (mapa 2249 ET 1:25.000 de l'Institut Géographique National del 2003, carta de Cassini de 1756-1789, mapa d'Estat Major de l'exèrcit francès de 1820-1866) no mostra un punt definit, ni una àrea, amb aquest nom en solitari. Contràriament, tant en la cartografia com en la documentació s'esmenten llocs que hi fan referència, com el túnel del Pallat o com "[al Pallat] on y trouve une maison cantonnière (...) et une usine hydroélectrique" corresponent aquests darrers a la "Maison cantonnière du Paillat" (42° 30′ 28.92″ N, 2° 9′ 28.07″ E / 42.5080333°N,2.1577972°E) i a l'"Usine du Paillat" (42° 30′ 16.59″ N, 2° 8′ 58.85″ E / 42.5046083°N,2.1496806°E). Al topònim també s'hi fa referència com un punt elevat de la carretera 116: "après la montée du Pallat", parlant d'un viatge en cotxe i "un glissement de terrain s'est produit au lieu dit «le Pallat» entre Olette et Mont Louis" («Info des stations de ski des Pyrénées». Arxivat de l'original el 2016-08-28. [Consulta: 15 agost 2013].).

## Conseqüències i monuments commemoratius
Els dos automotors, que duien els numerals 5 i 10 de la Compagnie du Midi (propietària de la línia), i havien estat construïts entre el 1908 i el 1909 per Carde et Cie, de Bordeaux van quedar absolutament inservibles i no es van reconstruir. De resultes de l'accident, s'instal·là a les locomotores de la línia frens electromagnètics, que ràpidament foren substituïts per frens regeneratius (de recuperació d'energia elèctrica a la frenada). La inauguració oficial, prevista per al 26 de novembre del mateix any, es va ajornar fins al 18 de juliol de l'any següent. Dels supervivents de l'accident, tant Louis de Noëll (el 1910), com Ferdinand Arnodin (el 1912), com Joseph Lhériaud foren condecorats amb la Legió d'Honor.
El judici, que tingué lloc el gener del 1911 al tribunal correccional de Prada acabà condemnant l'enginyer Lhériaud a 100 francs de multa i exonerà el mecànic-electricista Calvo. També declarà la "Compagnie du Midi" responsable civil de la desgràcia i la sentencià a pagar diverses indemnitzacions a les vídues, així com pensions vitalícies a familiars dependents dels difunts.
Dos monuments recorden l'accident: una placa commemorativa, afixada en una de les torres del pont, i una estela dedicada al comandant Gisclard. L'estela està situada en un mirador de la carretera RN 116, per dessobre del pont, i va ser obra de l'escultor Jean-André Rixens. Fou inscrita al registre dels Monuments històrics l'11 d'abril del 1995; posteriorment, tot el pont, juntament amb l'estela, foren declarats Monuments Històrics Francesos el 29 d'abril del 1997.
La placa duu la inscripció:

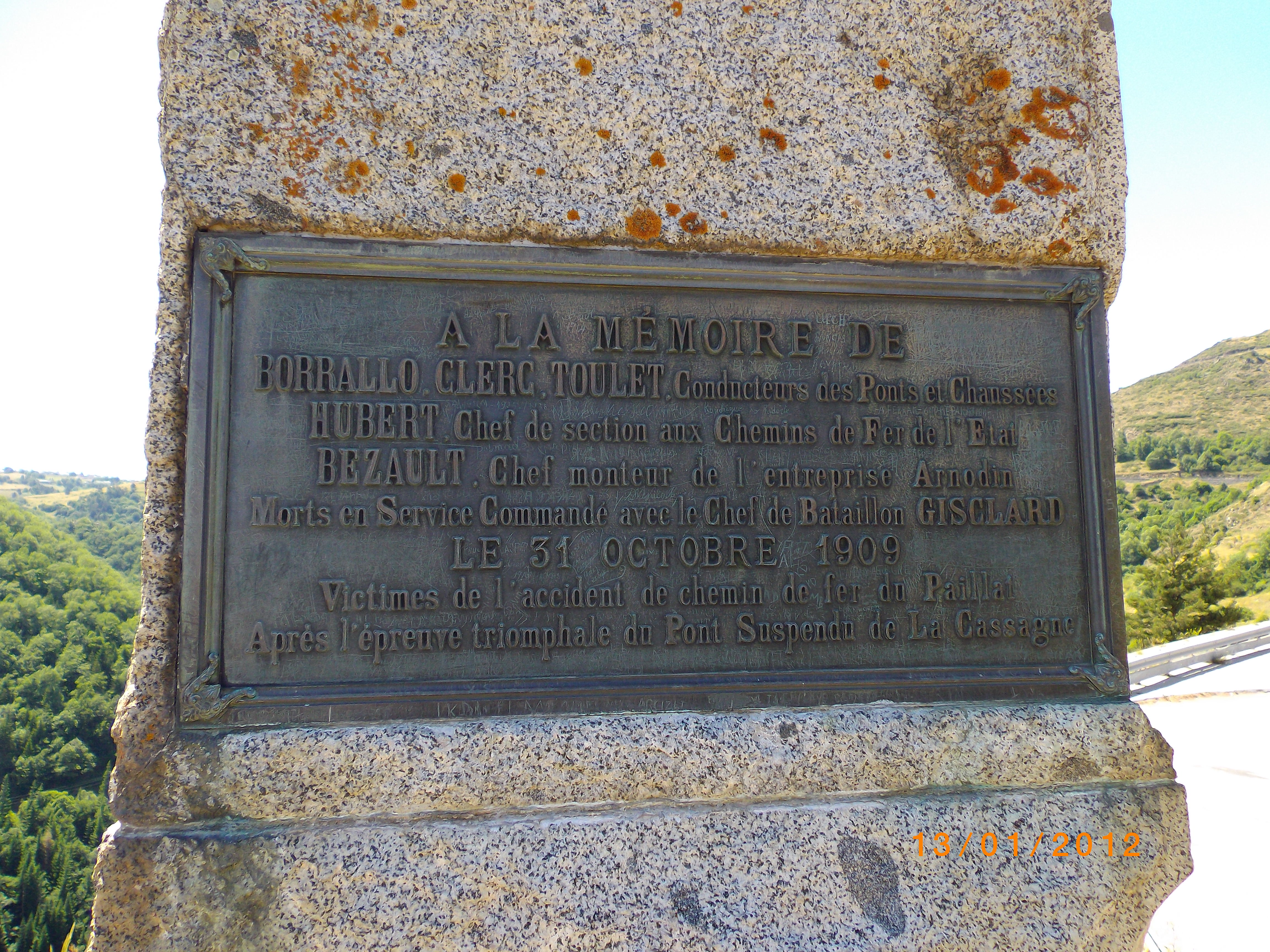
Placa commemorativa

| « | A la mémoire de Borrallo, Clerc, Toulet, Conducteurs des Ponts et Chaussées Hubert, Chef de section aux Chemins de fer de l'Etat Bezault, Chef monteur de l'entreprise Arnodin Morts en Service Commandé avec le Chef de Bataillon Gisclard Le 31 octobre 1909 Victimes de l'accident de chemin de fer du Paillat Après l'épreuve triomphale du Pont Suspendu de La Cassagne. | » |